# Smolinka (Sołotwa)
Die Smolinka ist ein Fluss in Polen, der sich überwiegend in Südost-Polen in der Woiwodschaft Karpatenvorland befindet. Er entspringt unmittelbar jenseits der Grenze in der Ukraine beim Ort Smolyn. Entlang des im Wesentlichen von Ost nach West fließenden Gewässers liegen in Polen die Ortschaften Huta Kryształowa, Podlesie und Basznia Górna. Nach etwa 25 km vereinigt sich der Smolinka unmittelbar nordöstlich der Stadt Lubaczów mit der etwas nördlicher fließenden Świdnica zur Sołotwa, die wiederum ein Zufluss zur Lubaczówka ist, einem Nebenfluss des San. 